# Indy Lights 2018
De Indy Lights 2018 was het drieëndertigste kampioenschap van de Indy Lights. Het seizoen bestond uit 17 races, drie oval ciruits, vier straatcircuits en tien wegraces. Patricio O'Ward werd kampioen met negen overwinningen en was zo de eerste Mexicaan die het kampioenschap won.

## Teams en rijders
Alle teams rijden met een Dallara-chassis en een AER-motor met 4 cilinders. Cooper levert de banden voor alle teams.
| Team                         | Nr | Rijders            | Races |
| ---------------------------- | -- | ------------------ | ----- |
| Andretti Autosport           | 27 | Patricio O'Ward    | Alle  |
| Andretti Autosport           | 28 | Dalton Kellett     | Alle  |
| Andretti Autosport           | 48 | Ryan Norman        | Alle  |
| Andretti Steinbrenner Racing | 98 | Colton Herta       | Alle  |
| Belardi Auto Racing          | 5  | Santiago Urrutia   | Alle  |
| Belardi Auto Racing          | 9  | Aaron Telitz       | Alle  |
| Juncos Racing                | 7  | Alfonso Celis Jr.  | 3-4   |
| Juncos Racing                | 7  | Heamin Choi        | 16-17 |
| Juncos Racing                | 23 | Victor Franzoni    | Alle  |
| Team Pelfrey                 | 2  | Neil Alberico      | 1-2   |
| Team Pelfrey                 | 2  | Davey Hamilton Jr. | 7     |
| Team Pelfrey                 | 3  | Shelby Blackstock  | 1-2   |

## Races
| Race | Datum       | Racenaam                   | Circuit                                     | Locatie            |
| ---- | ----------- | -------------------------- | ------------------------------------------- | ------------------ |
| 1    | 10 maart    | St. Petersburg 100         | Stratencircuit Saint Petersburg             | St. Petersburg, FL |
| 2    | 11 maart    | St. Petersburg 100         | Stratencircuit Saint Petersburg             | St. Petersburg, FL |
| 3    | 21 april    | Legacy Indy Lights 100     | Barber Motorsports Park                     | Birmingham, AL     |
| 4    | 22 april    | Legacy Indy Lights 100     | Barber Motorsports Park                     | Birmingham, AL     |
| 5    | 11 mei      | Grand Prix of Indianapolis | Indianapolis Motor Speedway (binnencircuit) | Speedway, IN       |
| 6    | 12 mei      | Grand Prix of Indianapolis | Indianapolis Motor Speedway (binnencircuit) | Speedway, IN       |
| 7    | 25 mei      | Freedom 100                | Indianapolis Motor Speedway (oval)          | Speedway, IN       |
| 8    | 23 juni     | Grand Prix of Road America | Road America                                | Elkhart Lake, WI   |
| 9    | 24 juni     | Grand Prix of Road America | Road America                                | Elkhart Lake, WI   |
| 10   | 8 juli      | Mazda Iowa 100             | Iowa Speedway                               | Newton, IA         |
| 11   | 14 juli     | Grand Prix of Toronto      | Stratencircuit Toronto                      | Toronto, ON        |
| 12   | 15 juli     | Grand Prix of Toronto      | Stratencircuit Toronto                      | Toronto, ON        |
| 13   | 28 juli     | Grand Prix of Mid-Ohio     | Mid-Ohio Sports Car Course                  | Lexington, OH      |
| 14   | 29 juli     | Grand Prix of Mid-Ohio     | Mid-Ohio Sports Car Course                  | Lexington, OH      |
| 15   | 25 augustus | Illinois 100               | Gateway Motorsports Park                    | Madison, IL        |
| 16   | 1 september | Grand Prix of Portland     | Portland International Raceway              | Portland, OR       |
| 17   | 2 september | Grand Prix of Portland     | Portland International Raceway              | Portland, OR       |

## Uitslagen
| Ronde | Race            | Poleposition     | Snelste ronde      | Meeste ronden aan de leiding  | Winnaar          | Winnaar                      |
| Ronde | Race            | Poleposition     | Snelste ronde      | Meeste ronden aan de leiding  | Coureur          | Team                         |
| ----- | --------------- | ---------------- | ------------------ | ----------------------------- | ---------------- | ---------------------------- |
| 1     | St. Petersburg  | Aaron Telitz     | Colton Herta       | Patricio O'Ward               | Patricio O'Ward  | Andretti Autosport           |
| 2     | St. Petersburg  | Patricio O'Ward  | Patricio O'Ward    | Patricio O'Ward               | Santiago Urrutia | Belardi Auto Racing          |
| 3     | Birmingham      | Colton Herta     | Colton Herta       | Patricio O'Ward               | Patricio O'Ward  | Andretti Autosport           |
| 4     | Birmingham      | Patricio O'Ward  | Patricio O'Ward    | Patricio O'Ward               | Patricio O'Ward  | Andretti Autosport           |
| 5     | Indianapolis GP | Patricio O'Ward  | Colton Herta       | Colton Herta Santiago Urrutia | Colton Herta     | Andretti Steinbrenner Racing |
| 6     | Indianapolis GP | Patricio O'Ward  | Victor Franzoni    | Santiago Urrutia              | Colton Herta     | Andretti Steinbrenner Racing |
| 7     | Indianapolis    | Dalton Kellett   | Davey Hamilton Jr. | Dalton Kellett                | Colton Herta     | Andretti Steinbrenner Racing |
| 8     | Road America    | Victor Franzoni  | Colton Herta       | Colton Herta                  | Colton Herta     | Andretti Steinbrenner Racing |
| 9     | Road America    | Patricio O'Ward  | Victor Franzoni    | Victor Franzoni               | Victor Franzoni  | Juncos Racing                |
| 10    | Iowa            | Patricio O'Ward  | Victor Franzoni    | Patricio O'Ward               | Patricio O'Ward  | Andretti Autosport           |
| 11    | Toronto         | Colton Herta     | Colton Herta       | Patricio O'Ward               | Patricio O'Ward  | Andretti Autosport           |
| 12    | Toronto         | Santiago Urrutia | Aaron Telitz       | Santiago Urrutia              | Santiago Urrutia | Belardi Auto Racing          |
| 13    | Mid-Ohio        | Patricio O'Ward  | Colton Herta       | Patricio O'Ward               | Patricio O'Ward  | Andretti Autosport           |
| 14    | Mid-Ohio        | Patricio O'Ward  | Colton Herta       | Patricio O'Ward               | Patricio O'Ward  | Andretti Autosport           |
| 15    | Gateway         | Colton Herta     | Ryan Norman        | Colton Herta                  | Ryan Norman      | Andretti Autosport           |
| 16    | Portland        | Patricio O'Ward  | Patricio O'Ward    | Patricio O'Ward               | Patricio O'Ward  | Andretti Autosport           |
| 17    | Portland        | Ryan Norman      | Patricio O'Ward    | Patricio O'Ward               | Patricio O'Ward  | Andretti Autosport           |

## Kampioenschap
| Pos | Rijder             | STP | STP | ALA | ALA | IMS | IMS | INDY | RDA | RDA | IOW | TOR | TOR | MOH | MOH | GAT | POR | POR | Punten |
| --- | ------------------ | --- | --- | --- | --- | --- | --- | ---- | --- | --- | --- | --- | --- | --- | --- | --- | --- | --- | ------ |
| 1   | Patricio O'Ward    | 1*  | 7*  | 1*  | 1*  | 4   | 7   | 2    | 2   | 4   | 1*  | 1*  | 2   | 1*  | 1*  | 3   | 1*  | 1*  | 491    |
| 2   | Colton Herta       | 3   | 8   | 2   | 3   | 1*  | 1   | 1    | 1*  | 2   | 2   | 7   | 6   | 2   | 2   | 2*  | 2   | 4   | 447    |
| 3   | Santiago Urrutia   | 2   | 1   | 3   | 5   | 2*  | 4*  | 4    | 4   | 7   | 3   | 2   | 1*  | 6   | 4   | 4   | 4   | 3   | 395    |
| 4   | Ryan Norman        | 6   | 3   | 5   | 7   | 5   | 5   | 5    | 6   | 5   | 4   | 3   | 4   | 5   | 3   | 1   | 5   | 8   | 345    |
| 5   | Victor Franzoni    | 4   | 4   | 4   | 2   | 6   | 3   | 8    | 3   | 1*  | 6   | 6   | 7   | 4   | 6   | 6   | 3   | 5   | 341    |
| 6   | Aaron Telitz       | DNS | 9   | 8   | 4   | 3   | 2   | 6    | 5   | 3   | 7   | 4   | 3   | 7   | 7   | 5   | 6   | 2   | 316    |
| 7   | Dalton Kellett     | 8   | 6   | 6   | 6   | 7   | 6   | 3*   | 7   | 6   | 5   | 5   | 5   | 3   | 5   | 7   | 7   | 7   | 299    |
| 8   | Shelby Blackstock  | 5   | 2   |     |     |     |     |      |     |     |     |     |     |     |     |     |     |     | 42     |
| 9   | Neil Alberico      | 7   | 5   |     |     |     |     |      |     |     |     |     |     |     |     |     |     |     | 31     |
| 10  | Heamin Choi        |     |     |     |     |     |     |      |     |     |     |     |     |     |     |     | 8   | 6   | 28     |
| 11  | Alfonso Celis Jr.  |     |     | 7   | 8   |     |     |      |     |     |     |     |     |     |     |     |     |     | 27     |
| 12  | Davey Hamilton Jr. |     |     |     |     |     |     | 7    |     |     |     |     |     |     |     |     |     |     | 21     |
| Pos | Rijder             | STP | STP | ALA | ALA | IMS | IMS | INDY | RDA | RDA | IOW | TOR | TOR | MOH | MOH | GAT | POR | POR | Punten |

| Kleur       | Resultaat                       |
| ----------- | ------------------------------- |
| Goud        | Winnaar                         |
| Zilver      | 2de plaats                      |
| Brons       | 3de plaats                      |
| Groen       | 4de en 5de plaats               |
| Lichtblauw  | 6de–10de plaats                 |
| Donkerblauw | Gefinisht (buiten de Top 10)    |
| Paars       | Niet gefinisht                  |
| Rood        | Niet gekwalificeerd (DNQ)       |
| Bruin       | Teruggetrokken (Wth)            |
| Zwart       | Gediskwalificeerd (DSQ)         |
| Wit         | Niet Gestart (DNS)              |
| Blank       | Nam geen deel aan de race (DNP) |
| Blank       | Niet geracet                    |

| Toegevoegde info    |                                         |
| vet                 | Pole positie (1 punt)                   |
| cursief             | Snelste ronde (1 punt)                  |
| *                   | Meeste ronden aan de leiding (2 punten) |
| 1                   | Geen kwalificatie                       |
| Rookie van het Jaar |                                         |
| Rookie              |                                         |

| Kleur       | Resultaat                       |
| ----------- | ------------------------------- |
| Goud        | Winnaar                         |
| Zilver      | 2de plaats                      |
| Brons       | 3de plaats                      |
| Groen       | 4de en 5de plaats               |
| Lichtblauw  | 6de–10de plaats                 |
| Donkerblauw | Gefinisht (buiten de Top 10)    |
| Paars       | Niet gefinisht                  |
| Rood        | Niet gekwalificeerd (DNQ)       |
| Bruin       | Teruggetrokken (Wth)            |
| Zwart       | Gediskwalificeerd (DSQ)         |
| Wit         | Niet Gestart (DNS)              |
| Blank       | Nam geen deel aan de race (DNP) |
| Blank       | Niet geracet                    |

| Toegevoegde info    |                                         |
| vet                 | Pole positie (1 punt)                   |
| cursief             | Snelste ronde (1 punt)                  |
| *                   | Meeste ronden aan de leiding (2 punten) |
| 1                   | Geen kwalificatie                       |
| Rookie van het Jaar |                                         |
| Rookie              |                                         |

Puntensysteem
| Positie                  | 1  | 2  | 3  | 4  | 5  | 6  | 7  | 8  | 9  | 10 | 11 | 12 | 13 | 14 | 15 | 16 | 17 | 18 | 19 | 20 |
| ------------------------ | -- | -- | -- | -- | -- | -- | -- | -- | -- | -- | -- | -- | -- | -- | -- | -- | -- | -- | -- | -- |
| Stratencircuits/Wegraces | 30 | 25 | 22 | 19 | 17 | 15 | 14 | 13 | 12 | 11 | 10 | 9  | 8  | 7  | 6  | 5  | 4  | 3  | 2  | 1  |
| Ovals                    | 45 | 38 | 33 | 29 | 26 | 23 | 21 | 20 | 18 | 17 | 15 | 14 | 12 | 11 | 9  | 8  | 6  | 5  | 4  | 2  |

1986 ·
1987 ·
1988 ·
1989 ·
1990 ·
1991 ·
1992 ·
1993 ·
1994 ·
1995 ·
1996 ·
1997 · 
1998 ·
1999 ·
2000 ·
2001 ·
2002 ·
2003 ·
2004 ·
2005 ·
2006 ·
2007 ·
2008 ·
2009 ·
2010 ·
2011 ·
2012 ·
2013 ·
2014 ·
2015 ·
2016 ·
2017 ·
2018 ·
2019 ·
2020 ·
2021 ·
2022 ·
2023 ·
2024 ·
2025

Lijst van coureurs